# Eremocoris ferus
Eremocoris ferus är en insektsart som först beskrevs av Thomas Say 1832.  Eremocoris ferus ingår i släktet Eremocoris och familjen Rhyparochromidae. Inga underarter finns listade i Catalogue of Life.